# کلنل هیل
کلنل هیل (به انگلیسی: Colonel Hill) شهری در کشور باهاما است که جمعیت آن در سرشماری سال ۲۰۰۹ میلادی، ۲۲۴ نفر بوده‌است.